# Estuaire
Estuaire är en provins i Gabon. Den ligger i den nordvästra delen av landet, runt huvudstaden Libreville. Antalet invånare är 895 689. Arean är 20 740 kvadratkilometer. Estuaire gränsar till Woleu-Ntem, Moyen-Ogooué och Ogooué-Maritime.
Estuaire delas in i:
- Komo (Komo-Kango)
- Komo-Mondah
- Komo-Océan
- Libreville
- Noya

Följande städer (communes) finns i Estuaire:
- Akanda
- Cocobeach
- Kango
- Libreville
- Ndzomoé
- Ntoum
- Owendo